# Bastav
Bastav (Servisch cyrillisch: Бастав) is een plaats in de Servische gemeente Osečina. De plaats telt 585 inwoners (2002).